# The Violet Flame
The Violet Flame è il sedicesimo album in studio del duo synthpop britannico Erasure, pubblicato dall'etichetta discografica Mute Records nel settembre 2014.

## Tracce
1. Dead of Night – 3:16
2. Elevation – 4:17
3. Reason – 3:43
4. Promises – 3:46
5. Be the One – 3:43
6. Sacred – 4:06
7. Under the Wave – 3:46
8. Smoke and Mirrors – 3:48
9. Paradise – 3:23
10. Stayed a Little Late – 3:51

## Formazione
- Andy Bell – voce
- Vince Clarke – tastiere